# René Frauchiger

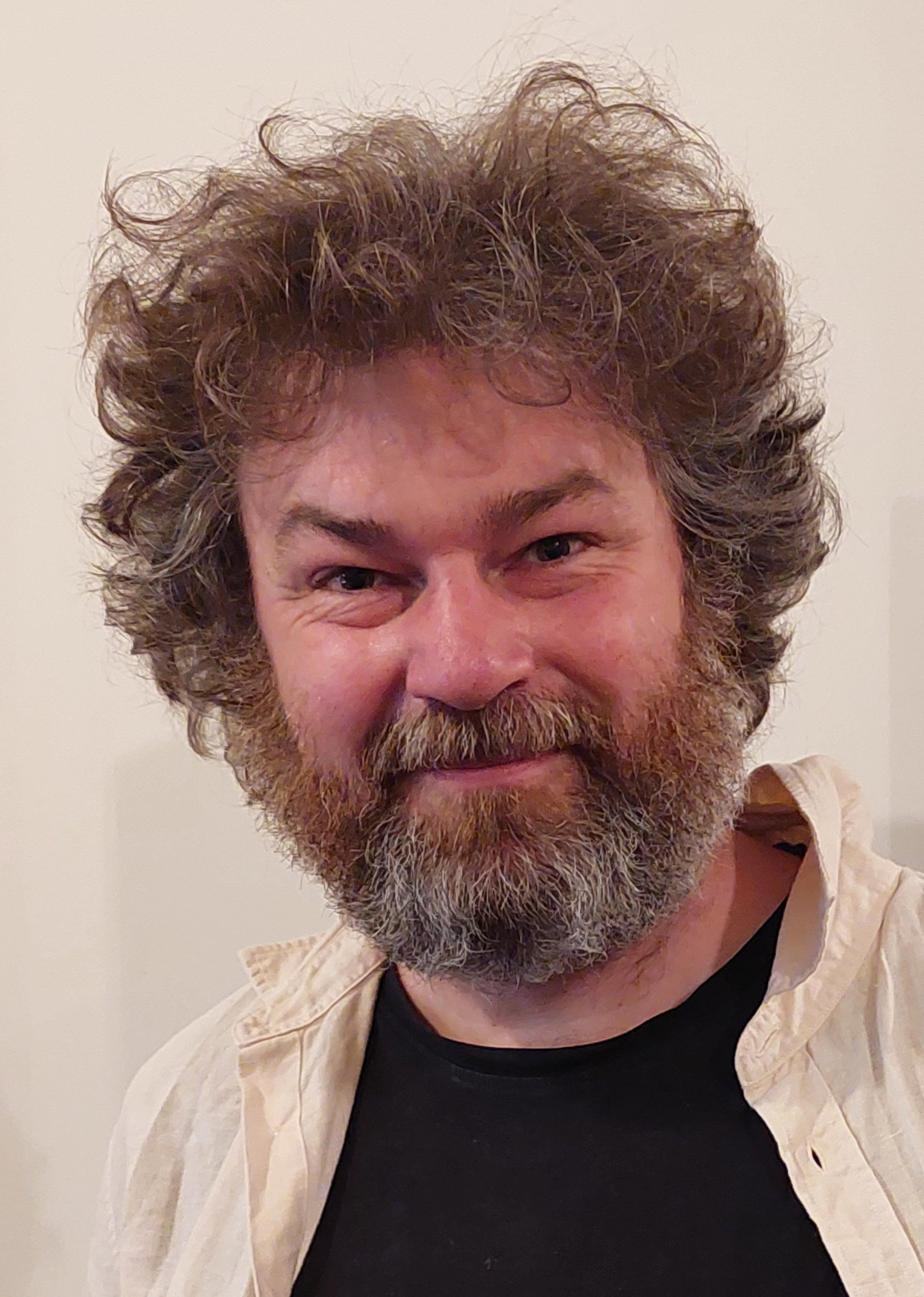
René Frauchiger (2024)

René Frauchiger (* 28. Juli 1981 in Langenthal) ist ein Schweizer Schriftsteller.

## Leben
René Frauchiger wuchs in Madiswil auf. Nach einer Lehre zum kaufmännischen Angestellten arbeitete er als freier Mitarbeiter bei der Berner Zeitung, bevor er an der Universität Basel Deutsch und Philosophie studierte. 2011 gründete er zusammen mit Lukas Gloor und Daniel Kissling das Literaturmagazin Das Narr. Neben der Zeitschrift gab Das Narr mehrere Bücher heraus, darunter ein Kochbuch, Reiseführer, eine literarische Agenda und verschiedene Heftromane. 2017 erhielt Frauchiger den Förderbeitrag des Fachausschusses für Literatur Basel. Seit 2022 leitet er die Lese-/Schreib-Werkstätten am Aargauer Literaturhaus Lenzburg.
René Frauchiger debütierte 2019  mit dem New Weird Roman Riesen sind nur große Menschen im Homunculus Verlag. 2022 folgte der Roman Ameisen fällt das Sprechen schwer im Knapp Verlag.
Er ist Mitglied des Verbandes Autorinnen und Autoren der Schweiz und der Schweizer Phantastikautoren. René Frauchiger lebt in Basel.

## Werke
- Die Nacht der Handy-Monster (Heftroman). Das Narr, Olten 2017, ISBN 978-3952488126.
- Riesen sind nur große Menschen. homunculus Verlag, Erlangen 2019, ISBN 978-3-946120-29-2.
- Ameisen fällt das Sprechen schwer. Knapp Verlag, Olten 2022, ISBN 978-3-906311-99-9.